# الیکایی دشتی حنایی
الیکایی دشتی حنایی (نام علمی: Calamanthus campestris) نام یک گونه از سرده الیکایی‌های دشتی است.